# Neen Sollars
Neen Sollars est une paroisse civile et un village du Shropshire, en Angleterre.